# لجنة جزيرة خالية من الأسلحة النووية
لجنة جزيرة خالية من الأسلحة النووية كانت لجنة إنشاء جزيرة خالية من الأسلحة النووية مجموعة مضادة للطاقة النووية مقرها جزيرة ستاتين بنيويورك في ثمانينيات القرن العشرين.

## التاريخ
في عام 1983 أعلن أسطول الولايات المتحدة أنه يسعى للحصول على موقع على الساحل الشرقي وذكر العديد من المواقع المقترحة بما في ذلك جزيرة ستاتين بنيويورك. وردا على ذلك نظمت مجموعة صغيرة من الناشطين المناهضين للأسلحة النووية ونشطاء السلام لجنة لإنشاء جزيرة خالية من الأسلحة النووية مع التشكيك في اختيار موقع في ميناء نيويورك.
سرعان ما وسعت لجنة جزيرة خالية من الأسلحة النووية عضويتها وشكلت ائتلافاً مع المجموعات المناهضة للطاقة النووية ومجموعات السلام في باقي مدينة نيويورك لمعارضة ذلك. قام الأعضاء بتوزيع أكثر من ثلاثين ألف قطعة من الأدب في جميع أنحاء جزيرة ستاتين على مدى السنوات الماضية وأصدرت تحليلات مفصلة للغاية عن بيانات التأثير البيئي وقد طبع الكثير منها في صحيفة ستاتن آيلاند الأسبوعية وهي سجل جزيرة ستاتن.
مع إعلان التخفيض في الأرقام العسكرية والبحرية قررت اللجنة إعادة الهيكلة والإغلاق في جزيرة ستاتين تم استخدام الموقع لفترة وجيزة لتصنيع الخبز وبعد ذلك تم إنشاء محكمة مدنية.